# Чаплин, Джойс
Джойс Чаплин (Joyce E. (Elizabeth) Chaplin; род. 1960, Северная Калифорния) — американский историк, специалист по ранней американской истории; биограф Бенджамина Франклина, занималась историей колониализма и экологии, также историк науки. Доктор философии (1986), именной профессор Гарварда, член Американского философского общества (2020) и Американской академии искусств и наук (2019). Отмечена Los Angeles Times Book Prize и Sidney N. Zubrow Award (обеими — в 2006).

## Биография
Получила степень бакалавра в Северо-Западном университете, а в Университете Джонса Хопкинса — степени магистра и в 1986 году доктора философии (также по программе Фулбрайта занималась в Великобритании). Затем полтора десятилетия провела в Университете Вандербильта, после чего перебралась в Гарвард, где ныне именной профессор (James Duncan Phillips Professor) ранней американской истории на кафедре истории, также директор программы американских штудий. Всего преподавала в шести различных университетах. Гуггенхаймский стипендиат (2018); работает в этом качестве над книгой «The Franklin Stove: Heat and Life in the Little Ice Age».
Член Американского антикварного общества (2007), Массачусетского исторического общества (член и попечитель, 2008), др.
Отмечена Annibel Jenkins Prize.
- Walter Channing Cabot Fellow (2006)[11]

Её книга Round About the Earth: Circumnavigation from Magellan to Orbit (2012) переводилась на несколько языков. Наиболее известна, пожалуй, своим биографическим исследованием The First Scientific American: Benjamin Franklin and the Pursuit of Genius (2006).
Публиковалась на страницах Times Literary Supplement, New York Times Book Review, London Review of Books, Washington Post, Wall Street Journal, Aeon.
Супруг — David Armitage (historian), также историк.

## Труды
Переводились на французский, японский, корейский, португальский, эстонский языки.
- An Anxious Pursuit: Agricultural Innovation and Modernity in the Lower South, 1730—1815 (1993)
- Subject Matter: Technology, the Body, and Science on the Anglo-American Frontier, 1500—1676 (2001)
- The First Scientific American: Benjamin Franklin and the Pursuit of Genius (2006)
- Benjamin Franklin’s Political Arithmetic: A Materialist View of Humanity (2009)
- Round about the Earth: Circumnavigation from Magellan to Orbit (2012) {Рец. Л. Колли}
- (With Alison Bashford[англ.]*) The New Worlds of Thomas Robert Malthus: Rereading the Principle of Population (London: Princeton University Press, 2016) 368 pp. ISBN 9780823272990

Ред.
- Benjamin Franklin’s Autobiography, Norton Critical Edition (2012)
- An Essay on the Principle of Population: A Norton Critical Edition (2017)

Сб. эссе
- (Ed. with P. Freedman, K. Albala) Food in Time and Place (2014)
- (Ed. with D. McMahon) Genealogies of Genius (2015)